# Hauser (podnik)
Hauser GmbH je rakouský podnik zaměřený na výrobu chladicí techniky.
V Česku působí jeho dceřiná společnost Hauser s.r.o. Firma má asi 1300 zaměstanců a dodává chladicí nábytek a regály po celé Evropě a působí i v Austrálii.

## Historie
Podnik založil Rudolf Hauser v Linci v roce 1946 jako servisní a montážní společnost pro chladicí zařízení. Firma postupně začala chladicí zařízení též vyrábět. V roce 1991 byla založena česká pobočka se sídlem v Českých Budějovicích a výrobním závodem v Kaplici.